# Lista de filmes portugueses de 2005
Lista de filmes portugueses de longa-metragem lançados comercialmente em Portugal em 2005, nas salas de cinema.
Nota: Na secção coprodução, passando o cursor sobre a bandeira aparecerá o nome do país correspondente.
| #  | Filme                                        | Realização                    | Género                    | Estreia        | Coprodução                        |
| -- | -------------------------------------------- | ----------------------------- | ------------------------- | -------------- | --------------------------------- |
| 1  | Adriana                                      | Margarida Gil                 | Drama                     | 26 de maio     | —                                 |
| 2  | Alice                                        | Marco Martins                 | Drama                     | 6 de outubro   | —                                 |
| 3  | Antes que o Tempo Mude                       | Luís Fonseca                  | Drama                     | 14 de abril    | —                                 |
| 4  | A Cara que Mereces                           | Miguel Gomes                  | Comédia, fantasia         | 24 de março    | —                                 |
| 5  | O Crime do Padre Amaro                       | Carlos Coelho da Silva        | Ação, drama               | 27 de outubro  | —                                 |
| 6  | O Fatalista                                  | João Botelho                  | Drama                     | 8 de dezembro  | França                            |
| 7  | Manô                                         | George Felner                 | Comédia, fantasia         | 17 de novembro | —                                 |
| 8  | Odete                                        | João Pedro Rodrigues          | Drama                     | 19 de dezembro | —                                 |
| 9  | Querida Família                              | Dominic Harari Teresa Pelegri | Comédia, romance          | 9 de junho     | Argentina · Espanha · Reino Unido |
| 10 | O Quinto Império - Ontem Como Hoje           | Manoel de Oliveira            | Drama, histórico          | 27 de janeiro  | França                            |
| 11 | Um Rio Chamado Tempo, uma Casa Chamada Terra | José Carlos de Oliveira       | Drama                     | 15 de setembro | —                                 |
| 12 | Um Tiro no Escuro                            | Leonel Vieira                 | Policial, suspense, drama | 17 de março    | Brasil                            |
| 13 | O Sonho de uma Noite de S. João              | Ángel de la Cruz Manolo Gómez | Animação, drama, romance  | 21 de julho    | Espanha                           |